# Reginaldo Boeira
Reginaldo Boeira (Monte Belo, 22 de novembro de 1963) é um empresário, executivo e escritor brasileiro. É conhecido por ser o fundador da KNN Idiomas, uma das maiores redes de ensino de idiomas do Brasil. Além da educação, o empresário também possui negócios nas áreas de construção civil, comércio exterior e marketing. 

## Biografia
Reginaldo nasceu na região rural do município de Monte Belo, Minas Gerais. Até os 10 anos trabalhou na roça com seu pai e aos 12 anos como empacotador em um supermercado. Sua vida como empreendedor começou ainda cedo, quando passou a comprar doces de uma distribuidora e vender em bares da cidade. Alguns anos depois, montou uma distribuidora de doces. Tentou se aventurar em outros ramos como informática e rede de açougues, mas não obteve sucesso. 
Seu interesse pelo inglês surgiu ainda criança, ao ouvir um rádio a pilha que sintonizava uma estação de Londres, o que aguçou sua curiosidade. Estudou o idioma com ajuda de parentes que bancavam seu curso. Após adquirir a fluência, passou a dar aulas particulares em casa. Ao mesmo tempo, começou a desenvolver uma metodologia própria, pensada especialmente para os falantes nativos do português.
Em maio de 2023, foi diagnosticado com câncer nas glândulas salivares, iniciando um tratamento intensivo de quimioterapia. Em agosto do mesmo ano recebeu a notícia da cura da doença.

## KNN Idiomas
A marca foi fundada no interior de São Paulo, em 2004, sob outro nome: Sparkle. Em 2012, a empresa vira KNN Idiomas, que significa Knowledge Now (Conhecimento Agora, em português). Dois anos depois, a KNN entra para o mercado de franquias. Atualmente, a matriz fica localizada em Balneário Camboriú, Santa Catarina. 
A KNN figura hoje entre as cinco maiores redes do segmento de idiomas do país, com mais de 600 unidades abertas pelo país e com faturamento anual superior a R$1,2 bilhão. Em breve, a marca iniciará sua internacionalização, com escolas sendo inauguradas nos Estados Unidos, Argentina e Colômbia. 
A KNN Idiomas oferece cursos de inglês, espanhol, alemão, francês e italiano para pessoas acima dos quatro anos. 

## Outros empreendimentos
Em 2021, Reginaldo Boeira fundou a Phenom Idiomas, que oferece cursos de inglês, espanhol e francês. Em 2022, entra no ramo da construção civil com a fundação da Boeira Construtora. No mesmo ano, iniciou-se a construção do primeiro empreendimento em Camboriú, Santa Catarina. A inauguração aconteceu no final de 2023. 

## Livro
Reginaldo Boeira lançou em abril de 2022 o livro Quando o sucesso é a única opção, pela Editora Labrador.